# ガメ
ガメまたはガメイ（仏: gamay）は、赤ワイン用ぶどう品種。ガメイ・ノワールとも言い、正式名称はガメイ・ノワール・ア・ジュ・ブランである。

## 特徴
フランスのブルゴーニュ地方、とくに最南端のボジョレー地区（行政上は、ブルゴーニュ地方ではなく、ローヌ＝アルプ地域圏ローヌ県北部になる）で多く栽培されている。
豊産で、ワイン用ぶどうとしては大粒である。ワインの色調は明るく、タンニンはやや乏しいが、その代わりに酸味が豊かで、フレッシュでさわやかな香味を持つ。ボジョレー・ヌーヴォーの原料ぶどうとなる。
ボジョレーワインには、クリュ・ボジョレーと呼ばれる10年程度の熟成に耐えるものもあるが、熟成には向かないものが多い。

## 起源
ピノとグエ・ブランという2品種の自然交配により生まれた。
ガメイ種は14世紀以降さまざまな綴りで文献に登場し、正式にGamayと名付けられたのは1896年である。名前についてはブルゴーニュ地方にあるサン・トーバン村の集落（Gamay）の名前に由来するという説もあるが、証明はされていない。

## 栽培地域
フランス、ブルゴーニュ地方南端のボージョレ地区で広く栽培されているほか、フランス国内のロワール地方トゥーレーヌ地区やスイスの一部地域（フランス語圏）でも栽培されている。
ラングドック＝ルシヨン地域圏、東欧、トルコなどでも一部では栽培されているが、生産量は少ない。